# Copa Mundial de Desarrollo de waterpolo femenino FINA de 2021
La I Copa Mundial de Desarrollo de waterpolo femenino se celebró en Barranquilla (Colombia) entre el 2 y el 7 de noviembre de 2021. El evento fue organizado por la Federación Internacional de Natación (FINA) y la Federación Colombiana de Natación.
En principio, estaba previsto que participaran 12 selecciones en dos grupos de seis integrantes, pero finalmente solo cuatro selecciones tomaron parte del torneo en categoría femenina.
La totalidad del torneo se llevó a cabo en el Complejo Acuático Eduardo Movilla.

## Resultados

### Fase preliminar
- Todos los partidos en la hora local de Colombia (UTC-5).

#### Grupo A
| Equipo      | J | G | E | P | GF | GC | DG  | PTS |
| ----------- | - | - | - | - | -- | -- | --- | --- |
| Colombia    | 3 | 2 | 1 | 0 | 35 | 25 | +10 | 5   |
| Puerto Rico | 3 | 2 | 0 | 1 | 35 | 25 | +10 | 4   |
| Tailandia   | 3 | 1 | 1 | 1 | 30 | 32 | -2  | 3   |
| Venezuela   | 3 | 0 | 0 | 3 | 20 | 45 | -25 | 0   |

- Resultados[3]

| Fecha | Hora  | Partido     | Partido | Partido     | Resultado |
| ----- | ----- | ----------- | ------- | ----------- | --------- |
| 02.11 | 14:00 | Puerto Rico | -       | Colombia    | 8-11      |
| 02.11 | 15:30 | Tailandia   | -       | Venezuela   | 17-9      |
| 03.11 | 14:00 | Venezuela   | -       | Puerto Rico | 6-16      |
| 03.11 | 15:30 | Colombia    | -       | Tailandia   | 12-12     |
| 04.11 | 14:00 | Tailandia   | -       | Puerto Rico | 8-11      |
| 04.11 | 15:30 | Colombia    | -       | Venezuela   | 12-5      |

### Semifinales
| Fecha | Hora  | Partido     | Partido | Partido   | Resultado |
| ----- | ----- | ----------- | ------- | --------- | --------- |
| 05.11 | 14:00 | Puerto Rico | -       | Tailandia | 10-11     |
| 05.11 | 15:30 | Colombia    | -       | Venezuela | 14-5      |

### Tercer lugar
| Fecha | Hora  | Partido     | Partido | Partido   | Resultado |
| ----- | ----- | ----------- | ------- | --------- | --------- |
| 06.11 | 15:30 | Puerto Rico | -       | Venezuela | 15-14     |

### Final
| Fecha | Hora  | Partido   | Partido | Partido  | Resultado |
| ----- | ----- | --------- | ------- | -------- | --------- |
| 07.11 | 15:30 | Tailandia | -       | Colombia | 11-14     |

## Clasificación general
- Fuente:[3]

| 1. Colombia    |
| 2. Tailandia   |
| 3. Puerto Rico |
| 4. Venezuela   |